# تشارلز رايس
تشارلز رايس (بالإنجليزية: Charles Rice)‏ هو سياسي أمريكي، ولد في 26 ديسمبر 1787 في الولايات المتحدة، وتوفي في 20 نوفمبر 1863 في نيدهام في الولايات المتحدة. حزبياً، نشط في الحزب الديمقراطي. وقد انتخب عضو مجلس نواب ماساتشوستس.